# Domenico Selva
Domenico Selva (Maniago, ... – 25 marzo 1758) è stato un costruttore di strumenti scientifici italiano.
Famoso costruttore friulano di strumenti scientifici, aveva una officina ottica a Venezia presso San Marco. Abile costruttore di lenti, cannocchiali e microscopi, la sua attività è ampiamente documentata in una pubblicazione del figlio Lorenzo, anch'egli ottico: Esposizione delle comuni, e nuove spezie di Cannocchiali, Telescopj, Microscopj, ed altri Istrumenti Diottrici, Catottrici, e Catodiottrici Perfezionati ed inventati da Domenico Selva ottico..., Venezia, 1761, dedicata a Francesco Algarotti (1712-1764).